# Tam giác Pag

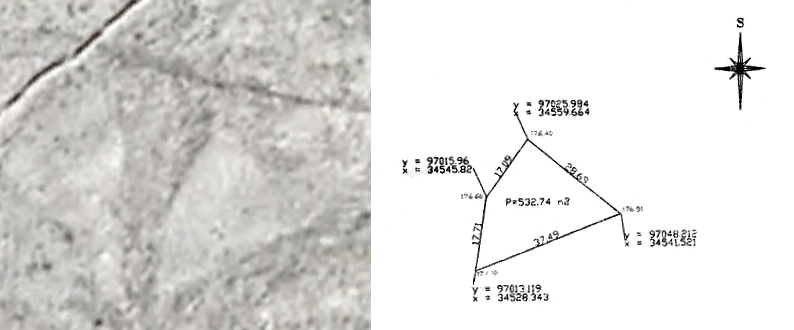
Hình ảnh Tam giác Pag từ máy bay và bản vẽ.

Tam giác Pag (tiếng Croatia: Paški trokut) là một vùng đất tạo thành hình dạng một tam giác cân ở gần Novalja, một thị trấn nhỏ trên đảo Pag của Croatia. Hình tam giác này có một cạnh đo khoảng 32 mét (105 ft) và hai bên đều có kích thước 22 mét (72 ft). Nó khác với khu vực xung quanh trên thực tế là những tảng đá bên trong tam giác có cấu trúc khác hẳn với đá ngoài tam giác. Nhà nghiên cứu UFO người Croatia là Stjepan Zvonarić tin rằng đó là nơi UFO hạ cánh đã làm nóng đá lên nhiệt độ quá cao trong quá khứ. Đặc tính duy nhất này chỉ có ở loại đá Tam giác Pag, và không tìm thấy trong mấy tảng đá ở khu vực xung quanh.
Kể từ khi được phát hiện vào năm 1999, người ta ước tính rằng hơn 500.000 khách du lịch đã đến thăm Tam giác Pag. Đây là khu vực được bảo vệ của Thị trấn Novalja. Giới nghiên cứu UFO Croatia đều liên kết sự tồn tại của tam giác này với một loạt các vụ chứng kiến UFO vào cuối thế kỷ 20 trên đảo Pag, trong khi một số nhận thấy tam giác này như là một dấu hiệu của Chúa Thánh Thần Ba Ngôi, đôi khi liên quan đến linh mục Công giáo Zlatko Sudac nhận Dấu Thánh của ông trong cuộc trò chuyện về tam giác này. Vào đầu năm 2009, một con đường đã được xây dựng nối liền tam giác này với làng Caska gần đó và do đó khiến cho du khách dễ tiếp cận địa điểm này hơn.